# 伊那谷

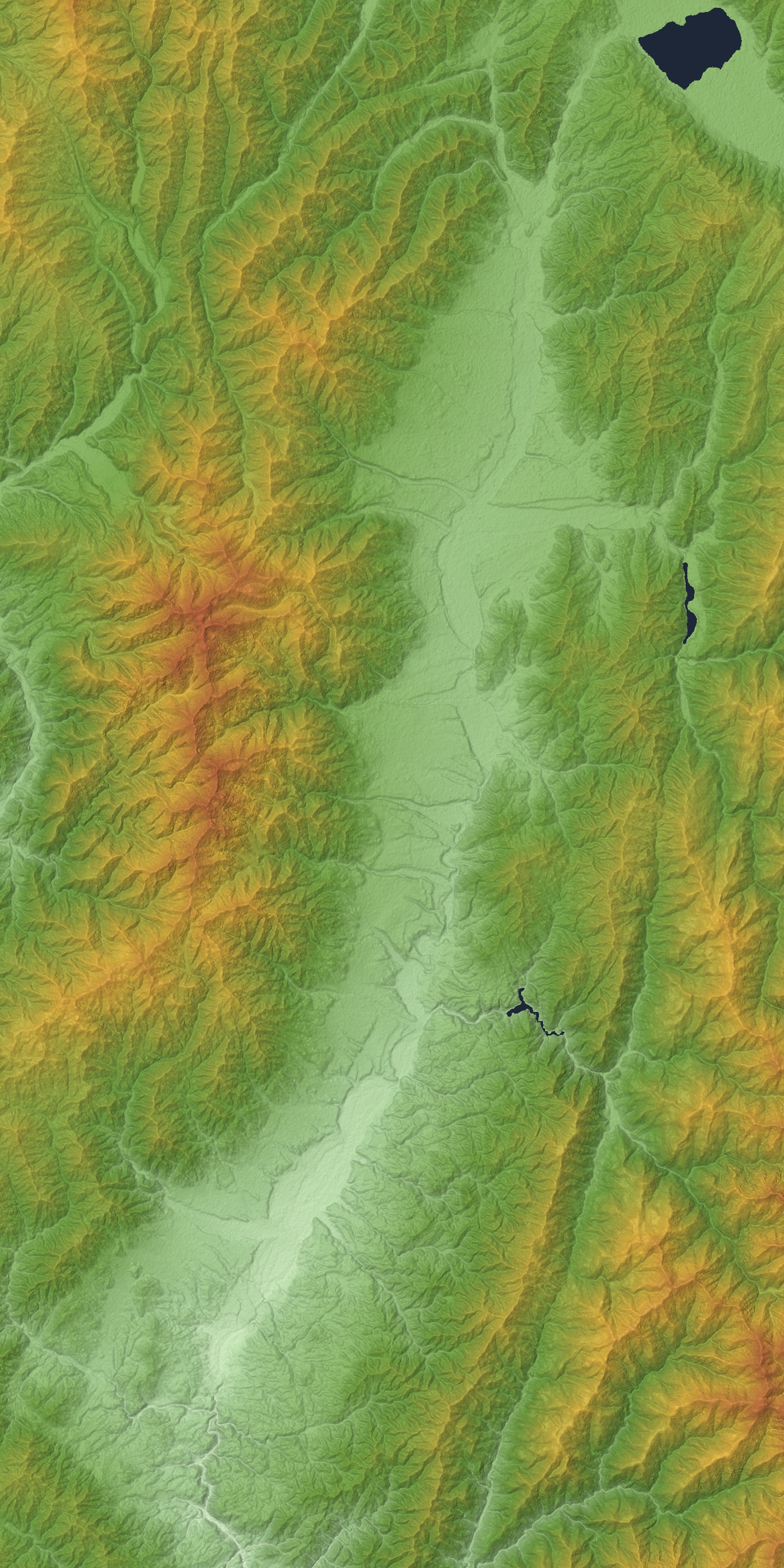
伊那谷の地形図

伊那谷（いなだに）とは、長野県南部、天竜川に沿って南北に伸びる盆地である。伊那盆地（いなぼんち）や伊那平（いなだいら）とも呼ばれる。
長野県歌「信濃の国」に登場する「四つの平」の一つである。古くは伊奈とも記された。

## 自然地理
※人文地理的特徴については「南信地方」を参照。

### 地形

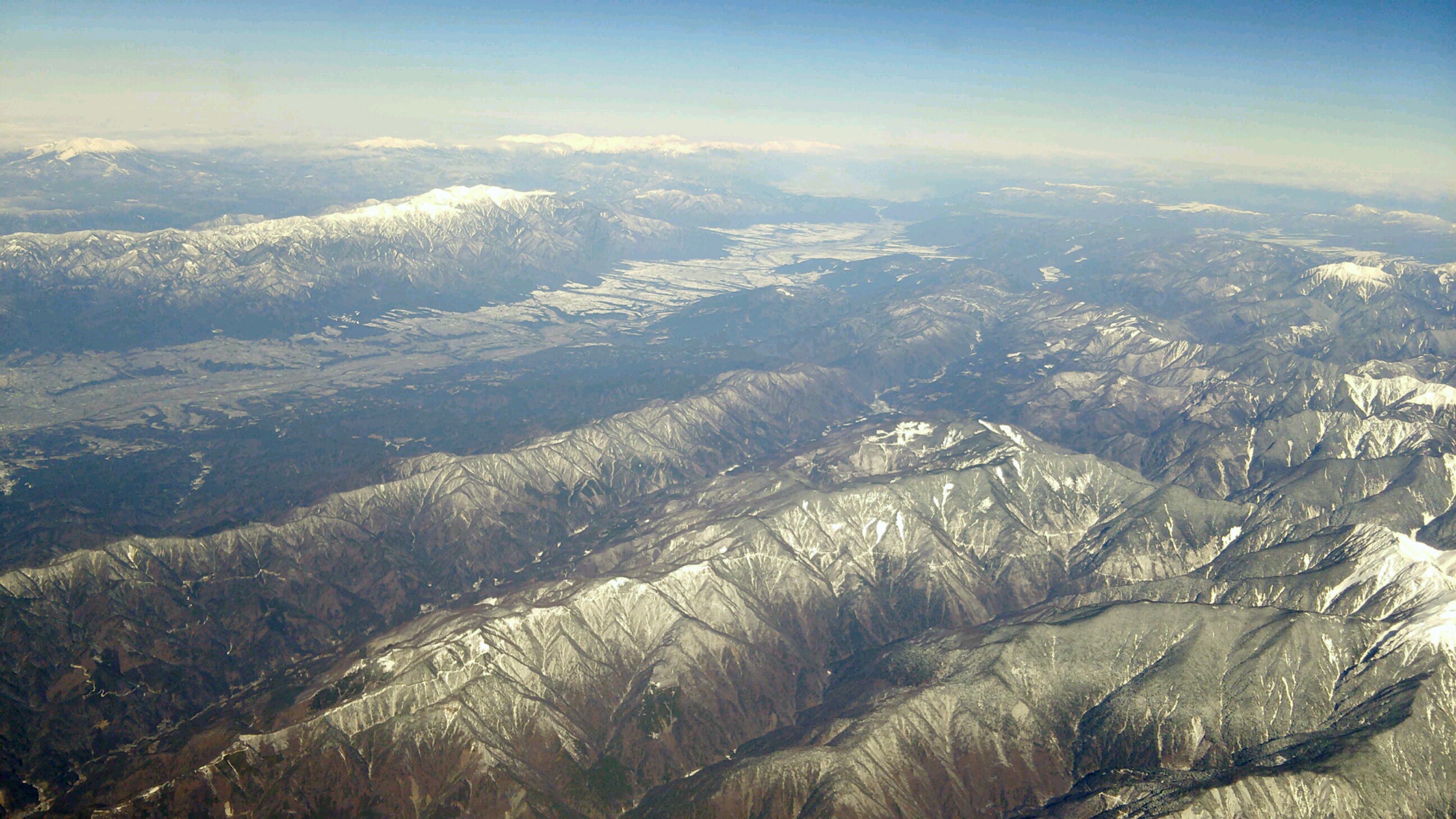
奥から順に北アルプス、御嶽山、中央アルプス、伊那谷、伊那山地、南アルプス

天竜川流域に位置しており、西を木曽山脈に、東を赤石山脈に挟まれている。フォッサマグナよりも西側に位置しており、地質学的には西南日本に属する。
- 山地：木曽山脈、赤石山脈、伊那山地
- 山：甲斐駒ヶ岳、木曽駒ヶ岳
- 川：天竜川

二つの山脈に挟まれた広い平坦部を有し、「谷」と言えども一般に言われる谷地形ではない。こうした平坦部は、いくつかの段差面が存在しており、かつては天竜川が形成した河岸段丘としてよく知られている。伊那谷の段丘地形の成因には、河岸段丘の他に断層によるものや氷期の侵食、テフラの堆積など様々な要素が含まれるという指摘がある。 
河川は、南北方向に流れる天竜川と直角の東西方向から多くの支流が流れ込む。特に、中央アルプス側の段丘面では、河川の下刻作用が盛んで大規模な田切地形を形成する。田切地形は、場所により50mを超える規模の場所もあり、伊那谷の南北方向の交通を不便なものにしてきた。
1970年代以降にできた、中央自動車道こそ段丘面上方の扇状地付近を通過するが、古くから存在する国道や単線の飯田線は、田切地形を回避するため、急勾配と急カーブ、橋梁が連続する線形を余儀なくされ、通行する公共機関の速度を著しく制限し交通を不便なものとしてきた。加えて単線である飯田線の飯田駅 - 辰野駅間には特急列車が存在せず（飯田駅 - 豊橋駅間にはワイドビュー伊那路が存在するものの2014年現在一日2往復のみ）、東京および名古屋への交通手段は高速バスが主な手段である。
天竜川を挟んで東岸の竜東、西岸の竜西に分けられ、竜西には伊那谷の人口の約7割が集中する。天竜川には明治初期まで橋がほとんど存在しなかったため生活圏を分断する障害物にもなっており、竜東では漬け物を斜めに切るが、竜西では真っ直ぐに切るなど、文化面でも若干の違いが見られる。

### 気候
- 内陸性気候で中央高地式気候を呈している。
- 飯田・下伊那では、東濃（岐阜県南東部）や山梨県と似た天候が現れることが多い。
- 夏と冬の気温差は非常に激しく、夏はフェーン現象で最高気温が摂氏35度以上の猛暑日になることが珍しくなく、また冬は放射冷却現象で朝の最低気温は摂氏マイナス15度に達することもある。
- 風は冬は北風が、それ以外の季節は南風が多い。また年間を通して風速が弱く、風の一番強い4月でも平均値で秒速2メートルに満たないが、天竜川沿いではしばしば強風が吹く。
- 霧の発生頻度が多く、年間の霧発生日数は全国でも指折り。
- 北以外の三方を高い山々に囲まれているため台風による被害が少なく、接近・通過をしても地形などにより勢力を落とすことが多いが、標高の低い雲は上空の風の影響を受けにくく、周辺地域に比べて雨が長い時間続くことがある。
- 雪は比較的少ない。

### 地震
伊那谷内には小規模な断層が無数に存在するが、大きなものでは上伊那から飯田市にかけた伊那谷断層帯が確認されている。この近傍で発生した地震で直近のものは、1718年に発生した遠山地震のみであり、被害地震は極めて少ない。一方で静岡県に隣接するため、1707年の東南海沖地震、1854年の安政東海地震、1944年の東南海地震により谷一帯で大きな被害を出しており、将来、発生が予測される東海地震においても谷の大部分が警戒区域に指定されている。

### 土砂災害
脆弱な地質構造を持つ山間部の侵食傾向は顕著であり、しばしば山腹崩壊やそれに伴う土石流災害に見舞われてきた。昭和36年梅雨前線豪雨では、谷一帯で死者・行方不明者130人の大災害となったほか、昭和58年7月豪雨では、扇状地上の中央自動車道が土石流により埋没して通行不能となるなど土砂災害が多い土地柄である。

## 自治体
- 上伊那広域連合
- 上伊那地域
  - 上伊那郡
  - 伊那市
  - 駒ヶ根市
- 南信州広域連合
- 南信州地域
  - 下伊那郡
  - 飯田市

## 関連画像

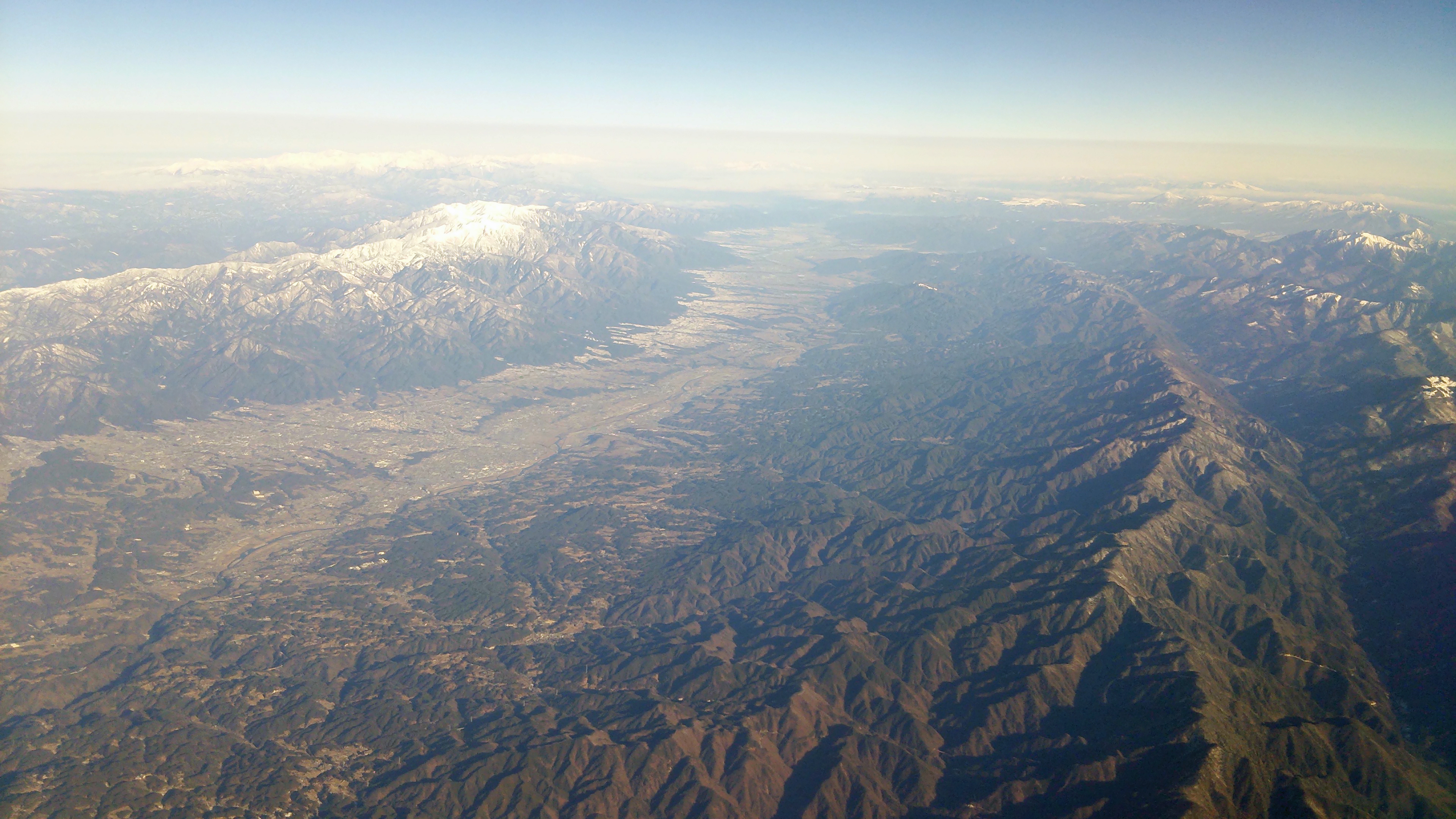
左から順に木曽山脈、伊那谷、伊那山地、中央構造線起因の谷、南アルプス
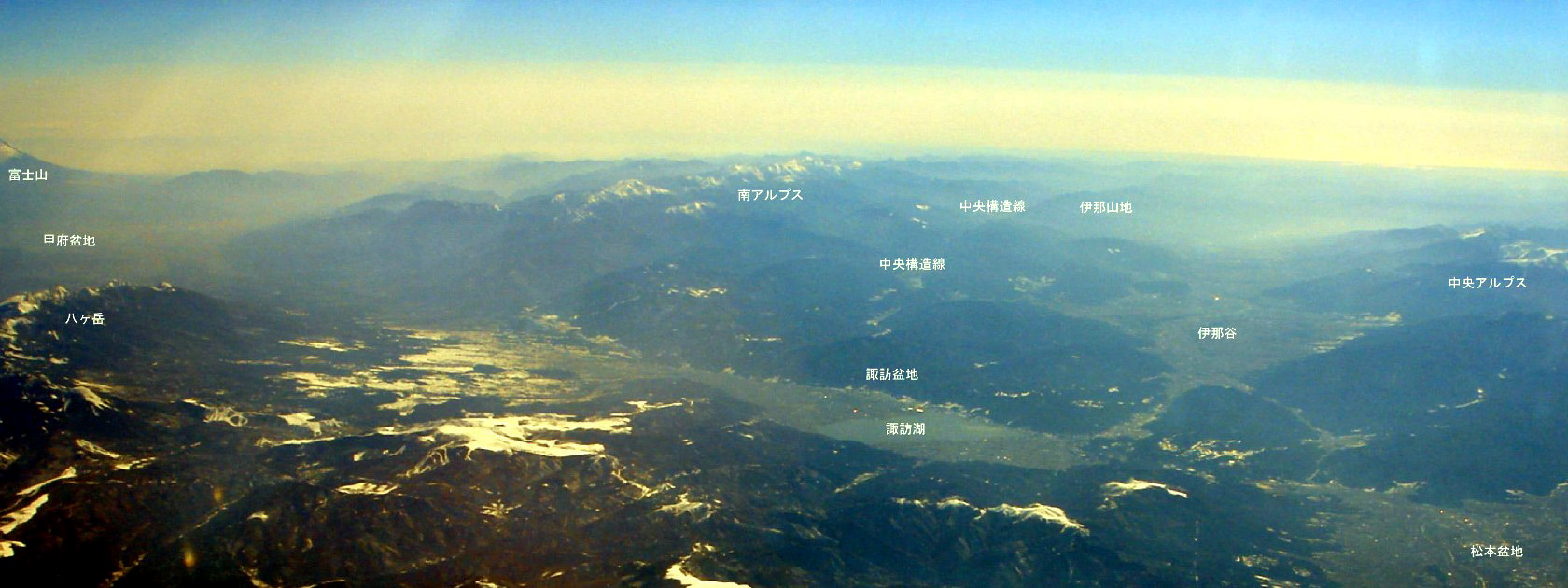
中央構造線と糸魚川静岡構造線が交差する諏訪湖周辺から伊那谷を見る
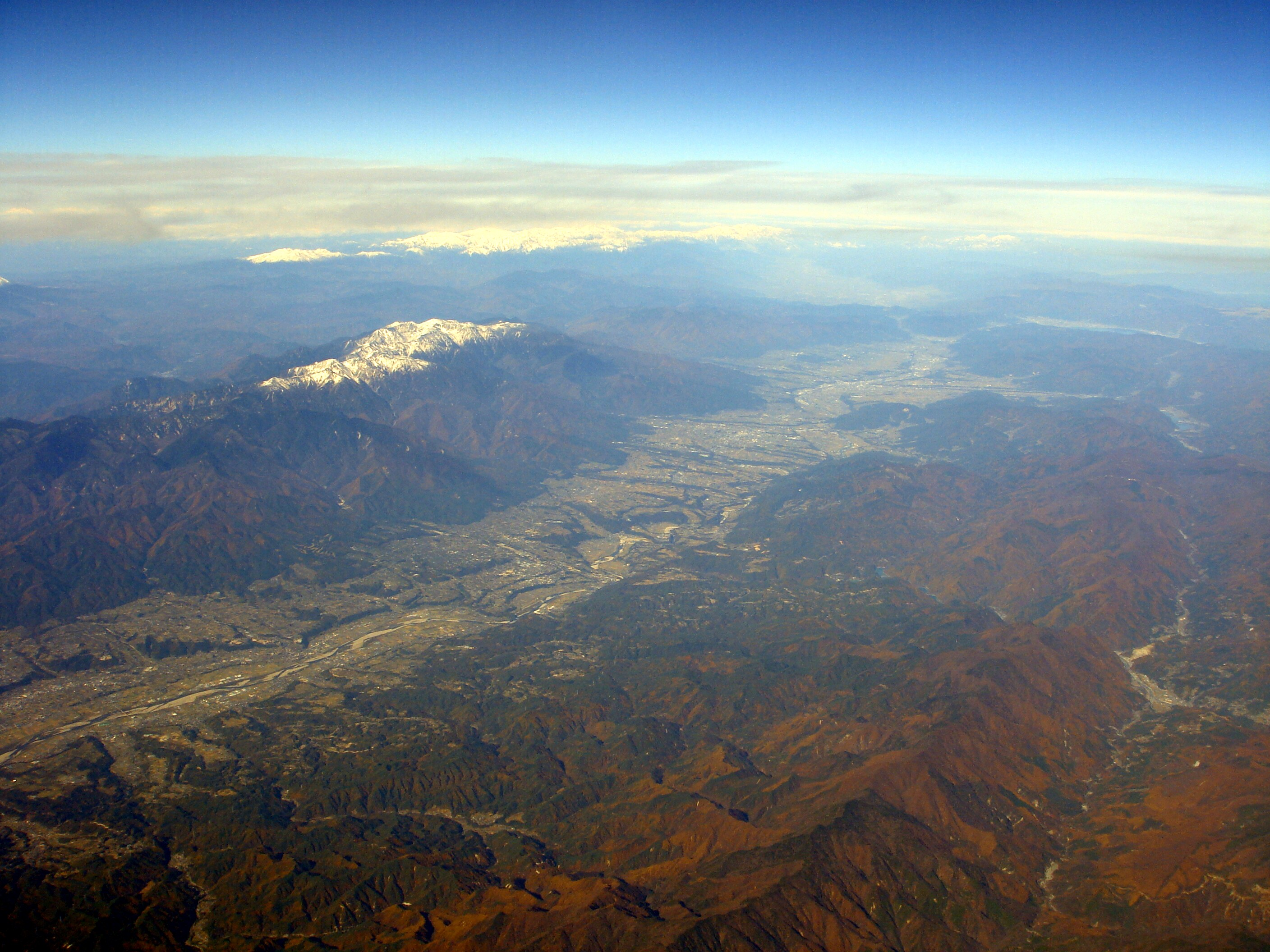
伊那谷 上空から望む
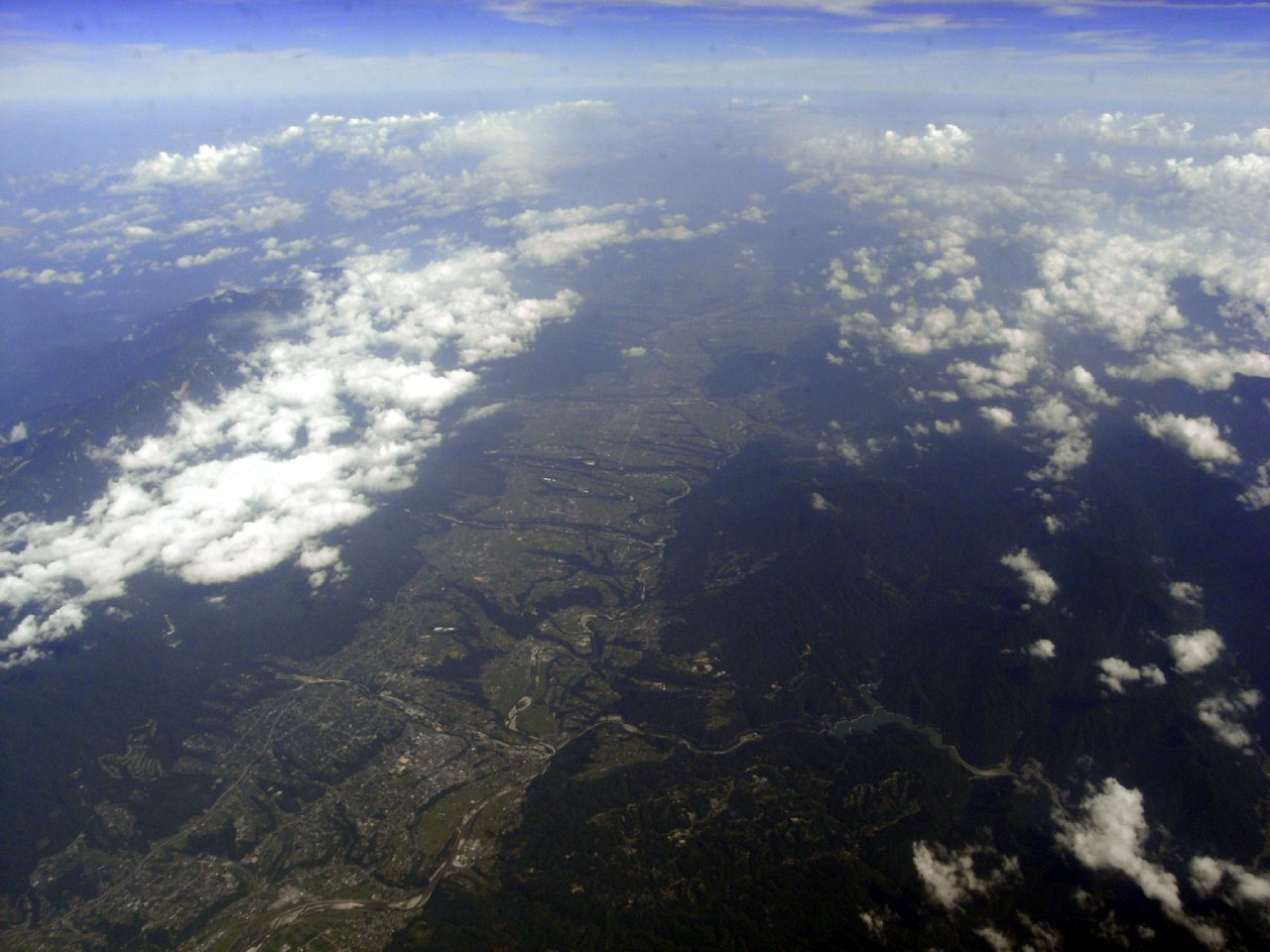
伊那谷と小渋湖 上空から望む
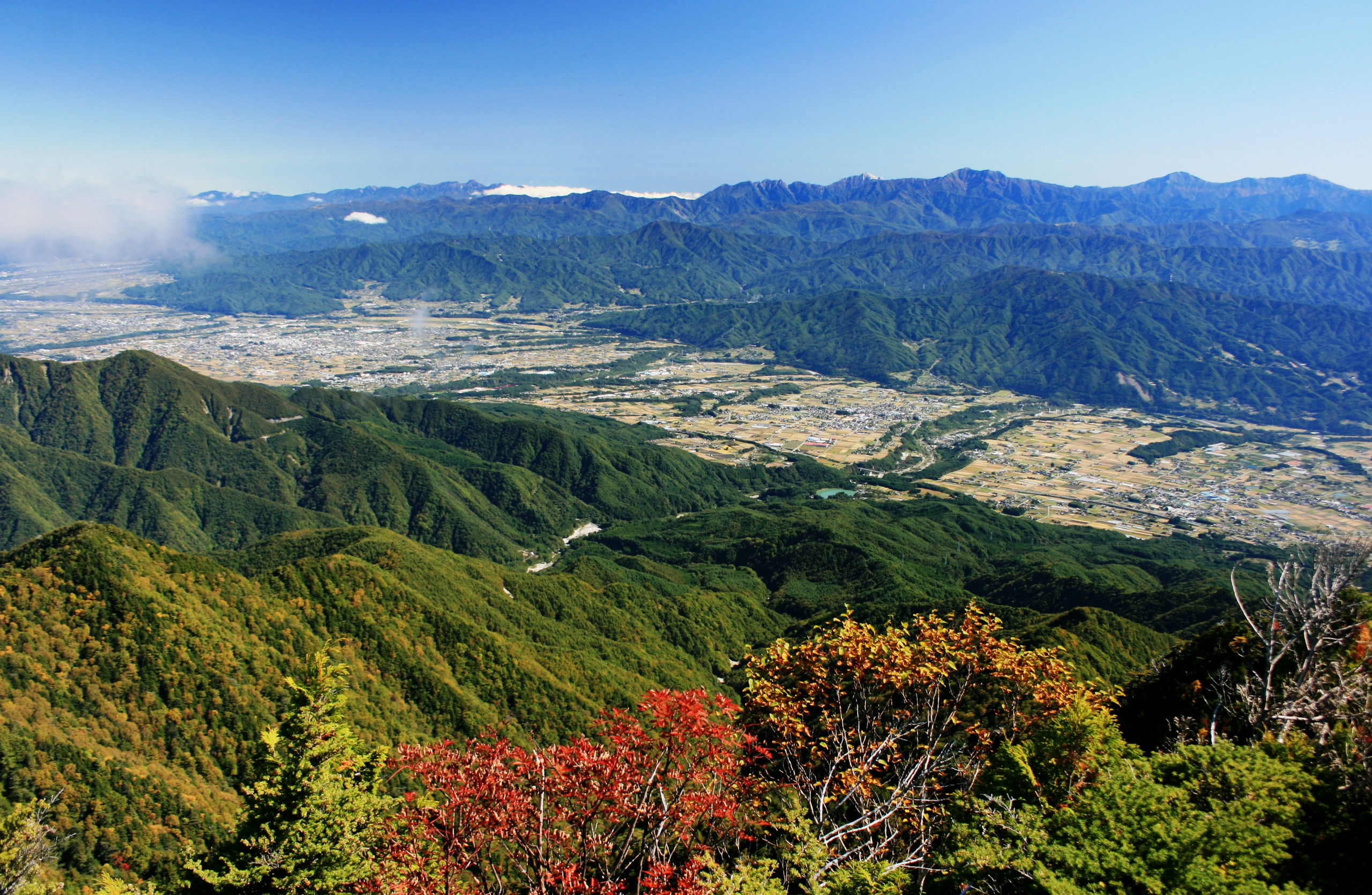
伊那谷の北部と与田切川（中央部） 烏帽子岳から望む

## 註
1. ↑  松島信之：「伊那谷の段丘」，下伊那地質誌調査資料，No5，1980年
2. ↑  『長野県の災害』郷土出版社、2012年
3. ↑  市川健夫（1974年）『信濃の川旅 3・天竜川』